# Carasobarbus chantrei
Carasobarbus chantrei е вид лъчеперка от семейство Шаранови (Cyprinidae). Видът е почти застрашен от изчезване.

## Разпространение
Разпространен е в Ливан, Сирия и Турция.